# Colobothea delicata
Colobothea delicata är en skalbaggsart som beskrevs av Monné 2005. Colobothea delicata ingår i släktet Colobothea och familjen långhorningar.
Artens utbredningsområde är:
- Costa Rica.
- Guatemala.
- Panama.

Inga underarter finns listade i Catalogue of Life.